# Rock and Roll All Nite
Singles de Kiss
Let Me Go, Rock 'N Roll / Hotter Than Hell
(1974) C'Mon and Love Me / Getaway
(1975)
Rock and Roll All Nite est une chanson de Kiss, souvent considérée comme l'hymne du groupe. Originellement enregistrée sur leur album Dressed to Kill sorti en 1975, la chanson n'eut pas beaucoup de succès immédiat et il fallut attendre la version live de la chanson sur l'album Alive! sorti la même année pour en faire un hit[réf. souhaitée].
Depuis, Kiss a joué Rock and Roll All Nite à chacun de ses concerts, essentiellement comme chanson de fermeture. Durant les concerts, la chanson est accompagnée par une pluie de confettis puis par des feux d'artifice et se termine avec Paul Stanley qui détruit sa guitare en la frappant sur le sol.
À noter aussi que l'on peut entendre Rock and Roll All Nite sur l'introduction de leur chanson Detroit Rock City extraite de leur prochain album : Destroyer sorti en 1976.

## Composition du groupe
- Paul Stanley - guitare rythmique
- Gene Simmons - chants, basse
- Ace Frehley - guitare solo
- Peter Criss - batterie

## Cinéma
La chanson apparait sur la bande originale du film The Nice Guys (2016).